# Samwel Melkonjan
Samwel Melkonjan (armenisch Սամվել Մելքոնյան; englisch Samvel Melkonyan; * 15. März 1984 in Jerewan, Armenische SSR, Sowjetunion) ist ein ehemaliger armenischer Fußballnationalspieler.

## Karriere
Melkonjan spielte für die armenischen Klubs Spartak und Bananz Jerewan, MIKA Aschtarak und für den ukrainischen Verein Metalurh Donezk, bevor er in der Winterpause der Saison 2011/12 einen Zweijahresvertrag beim bulgarischen Erstligisten FC Tschernomorez Burgas unterschrieb. Nach dem Ende der Saison mit nur zehn Einsätze und keinem einzigen Tor trennten sich der bulgarische Klub und Melkonjan im beidseitiges Einvernehmen. Obwohl er eine Option für einen Wechsel zum bulgarischen Lokomotive Sofia bekam, unterschrieb Melkonjan im August 2012 einen Vertrag beim armenischen Erstligisten Ulisses Jerewan. Es folgten weitere Stationen bei Gandsassar Kapan, erneut MIKA Aschtarak und dem FC Alaschkert Martuni, wo er 2017 seine aktive Karriere mit dem Gewinn der Meisterschaft beendete.

## Erfolge
- Armenischer Pokalsieger: 2007, 2011
- Armenischer Meister: 2017